# Саут Ланкастер (Масачусетс)
Саут Ланкастер (енгл. South Lancaster) насељено је место без административног статуса у америчкој савезној држави Масачусетс.

## Демографија
По попису из 2010. године број становника је 1.894, што је 152 (8,7%) становника више него 2000. године.
| Група             | 2000.         | 2010.         |
| Белци             | 1.536 (88,2%) | 1.452 (76,7%) |
| Афроамериканци    | 112 (6,4%)    | 201 (10,6%)   |
| Азијати           | 22 (1,3%)     | 26 (1,4%)     |
| Хиспаноамериканци | 95 (5,5%)     | 178 (9,4%)    |
| Укупно            | 1.742         | 1.894         |